# Llac de Constança

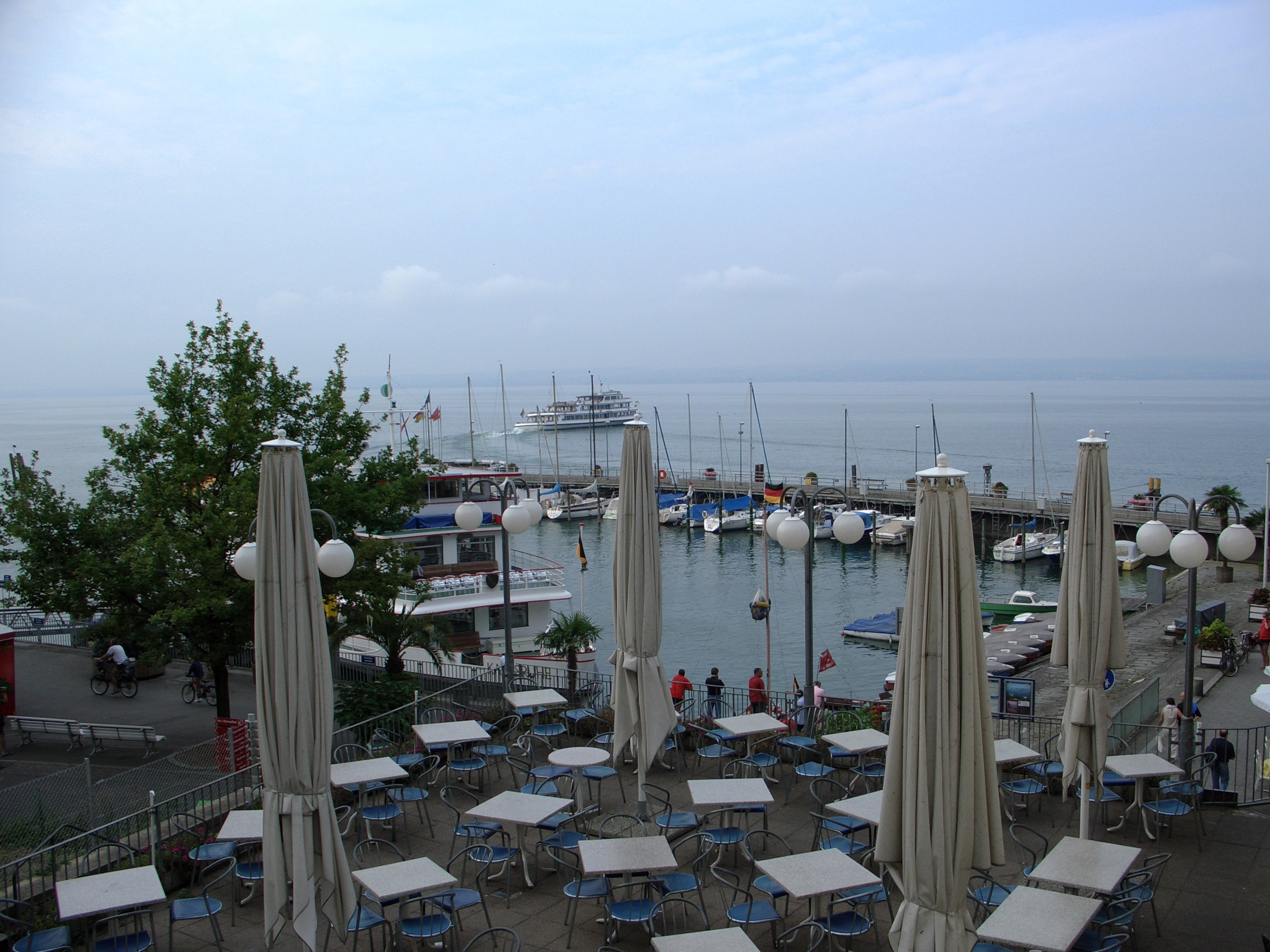
El llac de Constança des de Meersburg

Mapa del llac de Constança

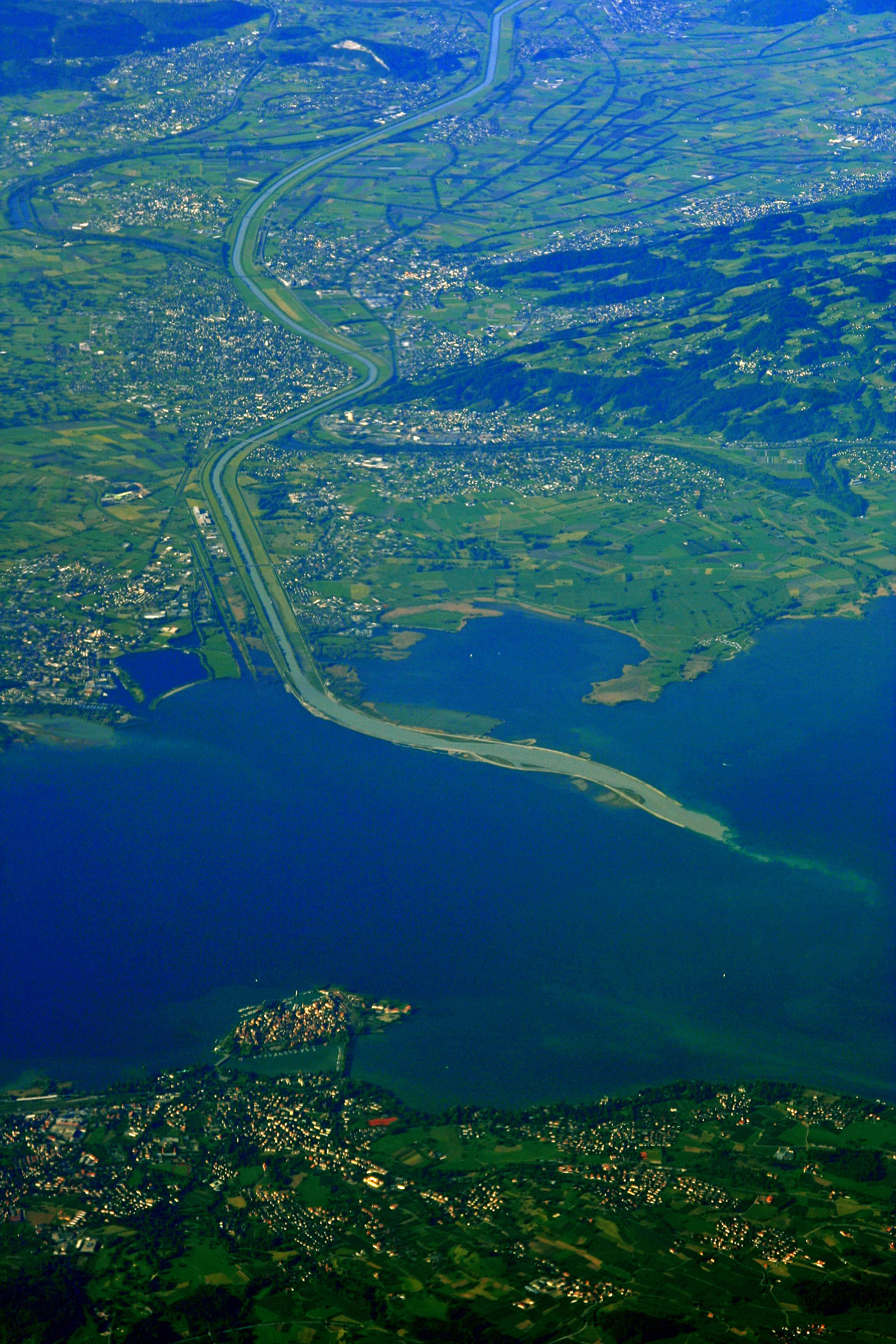
Entrada del Rin al llac de Constança

El llac de Constança (en alemany Bodensee) és un llac de l'Europa central travessat pel Rin.
Està situat a una altitud de 395 m sobre el nivell del mar. La seva superfície és de 536 km², tot i que el 2004 es va calcular que arribava als 571 km² en el nivell de crescuda. És el tercer llac més gran de l'Europa central, després del Balaton i del llac Léman. El volum d'aigua aproximat és de 55 km³. La màxima profunditat és de 252 metres al centre de la part oriental (l'Obersee). Es divideix en quatre parts: l'Obersee, l'Überlinger See, el Zeller See i l'Untersee.
El llac de Constança fa de frontera entre Alemanya al nord, Suïssa al sud i Àustria a l'est; la ciutat alemanya de Constança forma un enclavament a la riba suïssa. Les seves ribes densament poblades toquen els estats federals alemanys de Baden-Württemberg i de Baviera, els cantons suïssos de Turgòvia i Sankt Gallen i l'estat austríac de Vorarlberg.

## Història
En l'antigor s'anomenava Brigantinus Lacus i Lacus Brigantiae, segons Ammià Marcel·lí, i segons Pomponi Mela era el Lacus Venetus (més aviat la part nord) i Lacus Acronius (més aviat la part sud). Els antics tenien l'opinió de que el llac s'omplia amb les aigües del Rin, però que el riu no es barrejava amb les aigües del llac. Segons Estrabó, el llac es trobava a un dia de viatge de les fonts de l'Íster (Danubi), i a les seves ribes hi vivien els helvecis al sud, els vindèlics al nord i els rètics al sud-est. Ammià Marcel·lí diu que el llac tenia forma circular i 360 estadis de longitud, i que les seves ribes estaven cobertes de boscos impenetrables. L'emperador romà Tiberi va derrotar els vindèlics en un combat naval a les seves aigües, segons Estrabó.
El 2 de juliol de 1900 el Comte Ferdinand von Zeppelin i 5 persones més volen en el vol inicial del primer dirigible de Zeppelin, el Zeppelin LZ 1. El vol, que començava a l'hangar flotant del Llac de Constança, va tenir una durada aproximada de 20 minuts.

## Llista (no exhaustiva) de poblacions que envolten el llac

### Àustria
- A l'estat de Vorarlberg
- Bregenz
- Lochau

### Alemanya
- A Baviera
  - Lindau

- A Baden-Württemberg
  - Kressbronn
  - Langenargen
  - Friedrichshafen
  - Immenstaad
  - Meersburg
  - Unteruhldingen
  - Überlingen
  - Dingelsdorf
  - Constança
  - Allensbach
  - Radolfzell

### Suïssa
- Al cantó de Sankt Gallen
  - Altenrhein
  - Rorschach

- Al cantó de Turgòvia
  - Arbon
  - Romanshorn
  - Kreuzlingen